# 하와이인
하와이 원주민(Native Hawaiians) 또는 하와이인(Hawaiians)은 하와이 제도에 거주했던 폴리네시아계 원주민족과 그 후손을 말한다. 언어는 하와이어와 영어를 사용한다. 2010년 인구 조사에 따르면 하와이 원주민의 인구는 혼혈을 포함하면 527,077명이며, 순혈은 164,918명이다.

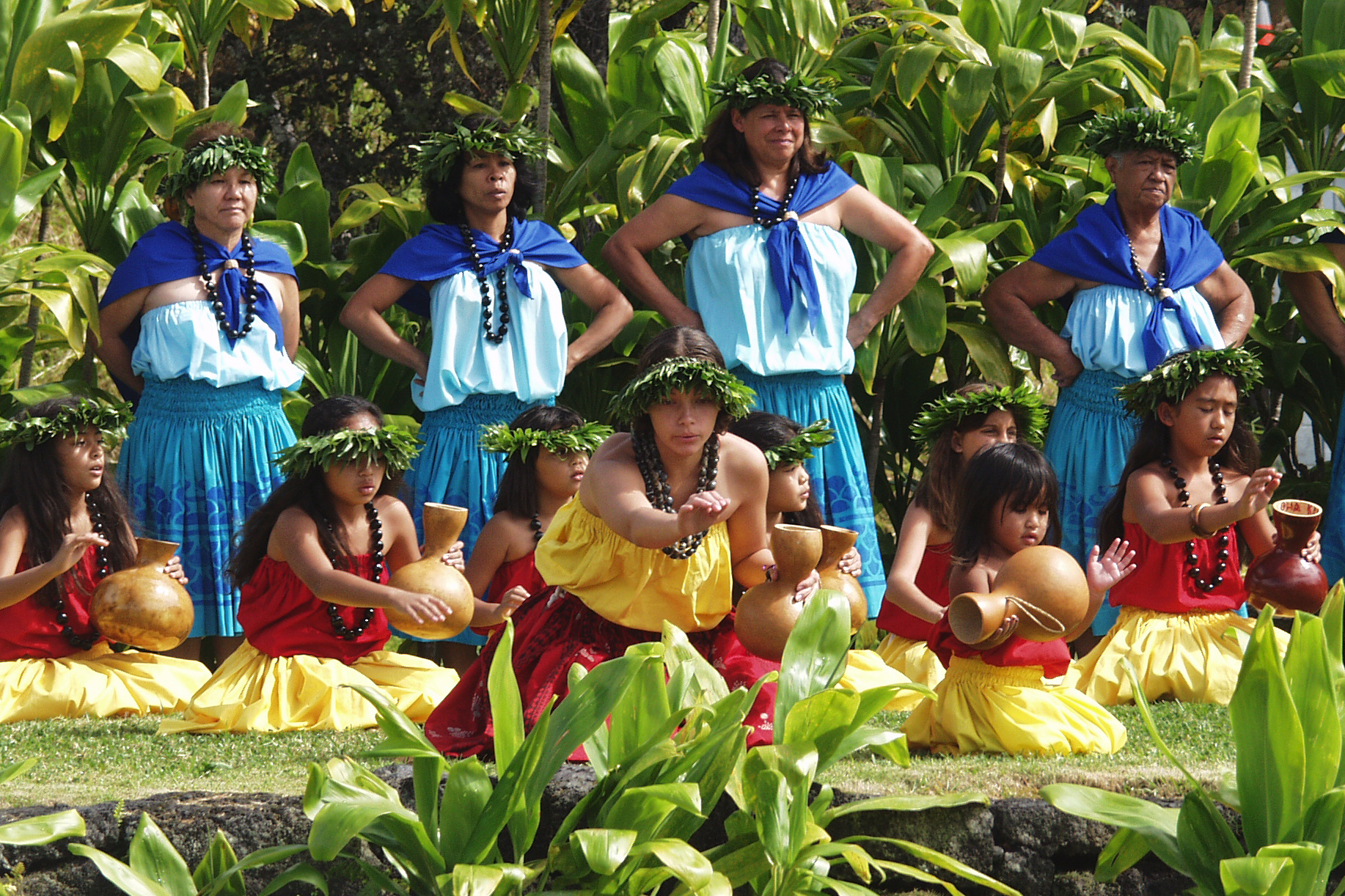

하와이는 적어도 800년 전 소시에테 제도에서 온 폴리네시아인들이 항해를 하다가 발견해 정착하였다. 정착민들은 그들의 원래 고향과 점차 분리되어 뚜렷한 하와이의 문화와 정체성을 발전시켰다. 생활 환경이 새로워지고 지식을 전달하는 구조적 신앙 체계가 필요해짐에 따라 새로운 종교적, 문화적 구조가 생겨났으며, 폴리네시아인의 타푸(tapu)에서 유래한 하와이 종교는 살아가는 땅과 관계하는 방법에 집중하고 고도의 공간 인식뿐만 아니라 공동체 생활의 감각을 심어준다.
하와이 왕국은 1795년 하와이섬의 카메하메하 대왕이 독립된 섬인 오아후섬, 마우이섬, 몰로카이섬, 라나이섬을 정복하면서 형성되었다. 1810년 카우아이섬과 니하우섬이 왕국에 합류하면서 하와이 제도 전체가 통일되었다. 이후 하와이에는 미국과 아시아로부터 많은 이민자가 유입되었고, 1893년 왕국이 타도된 이후 공화정을 거쳐 1898년 미국에 합병되었다. 여전히 하와이주의 자치권 또는 독립을 추구하는 하와이 주권운동이 존재한다.